# پل چیلان
پل چیلان (انگلیسی: Paul Chillan; ۱۷ دسامبر ۱۹۳۵ – ۱ سپتامبر ۲۰۲۱) بازیکن فوتبال اهل فرانسه بود.
از باشگاه‌هایی که در آن بازی کرده‌است می‌توان به باشگاه فوتبال نیم المپیک اشاره کرد.